# Mas Tries Brunet
El Mas Tries Brunet és un edifici del municipi de Beuda (Garrotxa) protegit com a bé cultural d'interès local.

## Descripció
Mas situat a poca distància del nucli principal del poble de Beuda. És de planta rectangular i teulat a dues aigües, amb els vessants vers les façanes laterals. Disposa de baixos, destinats antigament al bestiar; planta noble, organitzada a partir de la sala principal o menjador de convit, i golfes.
Actualment el Mas Tries Brunet té les façanes emblanquinades, llevat dels carreus ben tallats que formen les obertures. La façana més remarcable mira a migdia, lloc on hi ha una espaiosa eixida a nivell de primer pis, sostinguda per quatre arcades de mig punt. La porta d'accés a l'interior del mas mira a ponent i té una gran llinda sense inscripció.
Volten el mas nombroses cabanes i pallisses que han estat acuradament restaurades per tal d'utilitzar-les com a cases de caps de setmana. Varen ser bastides amb carreus poc escairats i les llindes de llurs obertures són de fusta. La majoria dels teulats són a una sola vessant.

## Història
L'actual estructura arquitectònica del mas Tries Brunet correspon al segle xviii, amb algunes ampliacions efectuades en la centúria següent.